# Pascal Salin
Pascal Salin (* 16. května 1939) je libertariánský francouzský ekonom, bývalý profesor na Université Paris-Dauphine a specialista na veřejné finance a teorii peněz. V letech 1994–1996 byl také prezidentem Montpelerinské společnosti.
Inspirován klasickým liberalismem a libertarianismem, pokračuje ve stopách Frédérica Bastiata, Ludwiga von Misese a Friedricha Hayeka. Salin je pravidelný přispěvatel libertariánského webzinu Le Québécois Libre.
Na rozdíl od řady jiných ekonomů a myslitelů je Salin proti myšlence vynucování plně rezervního bankovnictví; naopak přímo podporuje neregulované svobodné bankovnictví.